# Walek Károly
Walek Károly (Pécs, 1878. szeptember 13. – Sopron, 1952. szeptember 3.) magyar matematikus, bányamérnök, egyetemi tanár.

## Pályafutása
Bányászcsaládból származott. 1897-ben a pécsi főreálgimnáziumban érettségizett, majd a selmecbányai Magyar Királyi Bányászati és Erdészeti Akadémián tanult bányamérnök szakon. 1900-ban végzett, majd rövid ideig gyakornok volt, 1901-ben pedig az akadémia matematika tanszékén kapott állást. 1905-ben tanársegédi kinevezést kapott.
A müncheni egyetemen végzett posztgraduális tanulmányai után 1907-ben a matematikai tudományok doktorává avatták. 1908-ban visszatért Selmecbányára, ahol adjunktusi állást, majd 1911-ben egyetemi tanári kinevezést kapott. Az első világháborút követően a főiskolával együtt Sopronba került, majd amikor 1934-ben a főiskolát a budapesti Műegyetembe olvasztották, műegyetemi tanár lett.
Tudományos téren elsősorban alkalmazott matematikával foglalkozott.

## Családja
Felesége Hőnig Matild volt. Károly fia 1910-ben, Ilona lánya 1913-ban született.